# پخش زنده
پخش‌زنده یا استریم (به انگلیسی: Livestreaming) به رسانه‌جاری برخط که در هر لحظه به‌طور هم‌زمان ضبط و پخش می‌شود اشاره دارد و اکثراً از آن با عنوان رسانه جاری یاد می‌شود. اما درعین حال این عبارت یک عبارت مبهم است چرا که کلمه جاری ممکن است به هر رسانه‌ای که بدون دانلود کامل هم‌زمان ارسال و اجرا شود گفته شود. رسانه‌های غیر زنده مثل ویدئوهای درخواستی و ویدئوهای یوتیوب از لحاظ فنی جاری هستند اما جاری زنده محسوب نمی‌شوند.
سرویس‌های زنده جاری گستره وسیعی از رسانه‌های اجتماعی تا بازی‌های ویدئویی را شامل می‌شوند. بسترهای نرم‌افزاری نظیر فیس‌بوک زنده، پریسکوپ، کوآی شو و ۱۷ جریان ارتقاءهای زمان‌بندی شده و رویدادهای سلبریتی و همچنین جریان مابین کاربران را نظیر تلفن تصویری شامل می‌شود. سایت‌هایی مثل توییچ‌تی‌وی رسانه‌هایی عامه پسند برای تماشای بازیکنان بازی‌های تصویری نظیر eSports، بازی‌های سبک لتس پلی شده‌اند.
تعامل کاربر در اتاق‌های گفتگو بخش عمده‌ای از رسانه‌جاری زنده را تشکیل می‌دهد. بسترهای نرم‌افزاری اکثراً توانایی صحبت با پخش‌کننده یا شرکت در مکالمات را در چت شامل می‌شوند. یک مثال فوق‌العاده از رابط بیننده، تجربه اجتماعی Twitch Plays Pokémon در جایی است که بیننده‌ها با تایپ کردن دستورهایی که به ورودی کنترل‌کننده‌ها مربوط می‌شود مشارکت دارند.

## رسانه‌های اجتماعی
در حوزه رسانه‌های اجتماعی عبارت رسانه‌های زنده به رسانه‌های جدیدی گفته می‌شود که فناوری‌های رسانه‌های جاری را برای خلق شبکه‌هایی از چند رسانه ای‌های زنده که بین افراد، شرکت‌ها و سازمان‌ها به اشتراک گذارده شده‌اند بکار می‌گیرند. برایان کرامر بازاریاب رسانه‌های اجتماعی رسانه‌های جاری زنده را ابزار ارزان بازاریابی کلیدی و ارتباطات می‌داند که علامت‌های تجاری را برای دستیابی به مخاطبان برخطشان یاری می‌کند. «کاربران می‌توانند ویدئوهای زنده به اشتراک گذارده شده توسط دوستانشان را مثل محتوای خاص یا موارد به اشتراک گذارده شده دنبال کنند». رسانه‌های زنده در هر وب سایت یا برنامه کابردی می‌توانند به اشتراک گذارده شوند. به این ترتیب وقتی افراد وارد یک وب سایت می‌شوند ممکن است رسانه‌های جاری زنده ای که به دنبال آن بوده‌اند بیابند.
رسانه‌های زنده می‌توانند پوشش رویدادهای مختلف نظیر کنسرت‌های زنده یا پوشش اخبار زنده را که با استفاده از مرورگر اینترنت یا برنامه‌های کاربردی نظیرSnapchat دیده می‌شوند را در بر بگیرند. جیمز هاردن و ترولی بازی NBA All-Star Game را در قالب Snapchat ارتقاء داده‌اند. بسیاری از اجراهای LaBeouf و Rönkkö & Turner در قالب رسانه جاری زنده بود مثل رسانه جاری Shia LaBeouf در تئاتر نمایش همه فیلم‌هایش.

### پریسکوپ
در مارس ۲۰۱۵، Twitter یک برنامه کاربردی رسانه جاری زنده با نام پریسکوپ عرضه گرد. معمولاً کاربران، پیوندی را که به پخششان پیوست شده و افراد را به یک تب جدید رهنمون می‌شود می‌بینند. با استفاده از پریسکوپ، ویدئوها به‌صورت زنده بر روی یک خط زمانی ظاهر می‌شوند. اگر کاربر به سایت اجازه داده باشد که اطلاعات را به اشتراک بگذارد دیگران می‌توانند منشأ جریان آن را ببینند. در طول پخش، کاربران می‌توانند یادداشت بگذارند، با پخش کننده صحبت کنند یا سوالاتی بپرسند. کیوان بیک پور، مدیرعامل پریسکوپ و دیک کاستولو و جک درسی مدیرعاملان توئیتر همه هدف مشترکی داشتند و آن اختراع چیزی بود که دو تیم را به جای همکاری باهم، درهم ادغام کند. این تیم خواهان اعطای سهولت بیشتر دسترسی هم به توئیتر و هم به پریسکوپ بود.

### تماشای فیس بوک
فیس بوک یک سرویس رسانه جاری ویدئویی به نام Facebook Watch را در اوت ۲۰۱۶ به‌صورت خصوصی و در ژانویه ۲۰۱۷ به عموم مردم عرضه کرد. Facebook Live به کاربران فیس بوک اجازه می‌دهد که واکنش‌های خودشان را وقتی یک نفر در حال پخش است لحاظ کنند.

### یوتیوب زنده
یوتیوب ذر ۲۰۰۶ توسط گوگل خریداری شد و هر دو، برنامه کاربردی رسانه جاری زنده‌شان را متعاقباً اعلان کردند. مانند پریسکوپ، کاربران می‌توانند بر روی پخش یادداشت بگذارند اما برخلاف پریسکوپ، رسانه‌های جاری زنده بر یوتیوب قابل ذخیره اند و هر کاربر می‌تواند از طریق برنامه کاربردی به آنها دسترسی داشته باشد. مدیر تولید یو تیوب مانوئل برونشتاین اظهار داشت که رسانه جاری زنده به نوآوران فرصتی برای خلق واقعی رابطه ای صمیمی تر با طرفدارانشان می‌دهد.

### لایف‌استریم
Lifestreaming یا lifecasting دربرگیرنده پخش پیوسته رویدادهای روزانه عمر یک نفر می‌باشد. جاستین کن Justin.tv رابه عنوان وب سایتی برای پخش گزارش تصویری لحظه به لحظه عمر خود بنیان گذاشت که با محبوبیت‌بخشی به سبک، اعتبار داده می‌شود. ویل پارتین از Rolling Stone یک life streamer را کسی توصیف می کندکه رسانه ای جاری از بسیاری از لحظات عمرش را در طول روز به تصویر می‌کشد.
پخش زنده فوتبال
شما می‌توانید برای تماشای پخش زنده فوتبال از برخی سایت‌های استفاده کنید که مباردت به پخش زنده رایگان فوتبال می‌کنند یا از اپلیکیشن‌هایی استفاده کنید که پخش زنده را به صورت اشتراکی یا رایگان انجام می‌دهند.

## پرتال پخش زنده
پرتال پخش زنده (Live Streaming Portal) به وب‌سایت‌ها و پلتفرم‌هایی گفته می‌شود که امکان پخش زنده ویدیویی را برای کاربران فراهم می‌کنند. این پرتالها به کاربران اجازه می‌دهند تا ویدیوهای زنده را به صورت آنلاین مشاهده کنند یا خودشان ویدیوهایی را به صورت زنده پخش کنند. پرتال‌های پخش زنده معمولاً شامل قابلیت‌های متنوعی همچون چت زنده، اشتراک‌گذاری ویدیوها، و قابلیت‌های تعاملی دیگر هستند. همچنین این پلتفرم‌ها می‌توانند شامل وب‌سایت‌ها، برنامه‌های موبایل، و دیگر دستگاه‌های متصل به اینترنت باشند و در زمینه‌های مختلفی مانند ورزش، موسیقی، آموزش و رویدادهای تجاری کاربرد دارند.

## برنامه‌های کاربردی
برنامه‌های کاربردی مطرح در زمینه انتشار و ضبط همزمان رسانه‌های جاری زنده عبارتند از MotionCaster و Open Broadcaster Software و XSplit Broadcaster. اینها برای انتشار رسانه‌های جاری در سایت‌هایی نظیر یوتیوب، فیس بوک، پریسکوپ و Twitch.tv بکار می‌روند.

## بازی‌های ویدئویی
رسانش جاری زنده بازی‌های ویدئویی محبوبیت خود را در دهه ۲۰۱۰ بدست آورد. دیوید ام. ای والت از Twitch.tv به عنوان ESPN بازی‌های ویدئویی یاد کرد. این سایت برای به حاشیه راندن Justin.tv متولد شد و توسعه یافت و در اواخر ۲۰۱۴ به مبلغ ۹۷۰ میلیون دلار آمریکا توسط Amazon.com خریداری شد. سایر سایت‌های رسانشی جاری مبتنی بر بازی ویدئویی شامل Smashcast.tv است که با ادغام Azubu و Hitbox.tv و afreecaTV از کره جنوبی شکل گرفت. در ۲۰۱۵ یوتیوب، YouTube Gaming را عرضه کرد که یک برنامه کاربردی و زیرسایت مبتنی بر بازی ویدئویی است که قرار است با Twitch رقابت کند.
یک مثال از یک رویداد مطرح رسانه جاری زنده Games Done Quick است؛ یک ماراتن … که بر روی Twitch میزبانی شده است. بیننده‌ها تشویق می‌شوند که با انگیزه‌هایی در طی رسانه جاری نظیر نامگذاری حروف در یک اجرا، واداشتن دونده‌ها به تلاش بیشتر برای چالش‌های دشوارتر یا بردن جوایز، اهدا کنند. بیش از ۱۰ میلیون در طول ۱۶ ماراتن افزایش یافته است.
... حرفه ای می‌توانند عایدی … از درآمدها و اشتراک‌های بیننده داشته باشند مثل آگهی‌های بستر نرم‌افزاری و حمایت‌های مالی از سازمان‌های بازیهای ویدئویی و اکثراً بیش از پیروزی در مسابقات، از جریان رسانه ای می‌توانند کسب کنند. مخاطبان مسابقات بازی‌های حرفه ای علاوه بر مخاطبان زنده داخل سالن‌ها و در درجه اول، بینندگان جریان رسانه ای زنده هستند. The International 2017، یک مسابقه بازی ویدئویی دوتا ۲ با بزرگ‌ترین استخر جوایز در تاریخ مسابقات بازی‌های ویدئویی، ابتدا در توییچ پخش شد و به رکورد بیش از ۵ میلیون بیننده همزمان دست یافت.

## خطرات
وقوع بسیاری از جرایم مثل تجاوز و حمله و خودکشی، جریان رسانه‌ای زنده داشته‌اند و مدیران وبگاه‌ها فرصت اندک یا هیچ فرصتی برای حذف این محتواهای دردسر ساز داشته‌اند. جرایم رسانه‌ای جاری زنده با گزارش‌های پرتعدادی از حمله و خودکشی که در ۲۰۱۶ در پریسکوپ جریان یافت و آدم‌ربایی در شیکاگو که در ۲۰۱۷ در فیس‌بوک زنده پخش شد به یک گرایش عمومی در اواسط دههٔ ۲۰۱۰ تبدیل گردید. تیراندازی جمعی در جکسونویل فلوریدا که به مرگ دو نفر وخود ضارب منهی شد در جریان مسابقات بازی ویدئویی Madden NFL 19 رخ داد. بخشی از تیراندازی‌ها در مسجد کرایست‌چرچ برای ۱۷ دقیقه توسط خود مجرم در فیس‌بوک زنده به نمایش درآمد.
افزون بر این، جریان رسانه‌ای زنده برای مخاطبان پرتعداد دربردارندهٔ خطر ارتکاب جرم توسط بینندگان دوردست یا زندانی می‌باشد. جاستین کان یکی از بنیان‌گذاران Twitch هدف چندین … قرارگرفته است. حادثه‌ای در آوریل ۲۰۱۷ در فرودگاه بین‌المللی Phoenix Sky Harbor وقتی رخ داد که یک بیننده، یک تهدید بمب‌گذاری را اعلام کرد و یک رسانه‌ساز جاری را به عنوان مقصر معرفی کرد و فرودگاه را برای مدتی تعطیل کرد. آن‌ها ممکن است … برای مثال یک کودک … و درخواست کرد که با او زندگی کند … یک رسانه‌ساز آمریکایی تایوانی‌تبار در قالب یک گروه خصوصی فیس‌بوک با ۱۷٬۰۰۰ عضو هماهنگ کرد که فعالیت‌هایشان … ردیابی محل‌های سکونتش، تهدید به مرگ و توزیع شمارهٔ تلفن و آدرس والدینش بود. در پاسخ به این کار، توییچ موقتاً حساب فرد آزاردهنده را بست.